# Vertretung des Landes Mecklenburg-Vorpommern beim Bund
Die Vertretung des Landes Mecklenburg-Vorpommern beim Bund ist die Landesvertretung des deutschen Landes Mecklenburg-Vorpommern in der Bundeshauptstadt der Bundesrepublik Deutschland.

## Geschichte
Wie alle deutschen Länder nimmt auch das Land Mecklenburg-Vorpommern seine Interessen gegenüber dem Bund und den anderen Ländern mit einer Landesvertretung wahr.
Die Vertretung befand sich seit der Wiedereinrichtung des Landes Mecklenburg-Vorpommern nach der deutschen Wiedervereinigung von 1990 bis 1999 in der damaligen Bundeshauptstadt Bonn. Organisatorisch war die Landesvertretung bis 2021 Teil der Staatskanzlei des Landes Mecklenburg-Vorpommern. Seit 2021 ist sie Teil des Ministeriums für Wissenschaft, Kultur, Bundes- und Europaangelegenheiten des Landes Mecklenburg-Vorpommern und unterstützt die Arbeit des Bevollmächtigten des Landes Mecklenburg-Vorpommern, der grundsätzlich ein beamteter Staatssekretär ist. Seit 1999 befindet sich die Landesvertretung in der Bundeshauptstadt Berlin. Staatssekretärin für Bundesangelegenheiten und Bevollmächtigte des Landes Mecklenburg-Vorpommern beim Bund ist seit November 2021 Jutta Bieringer.

## Gebäude

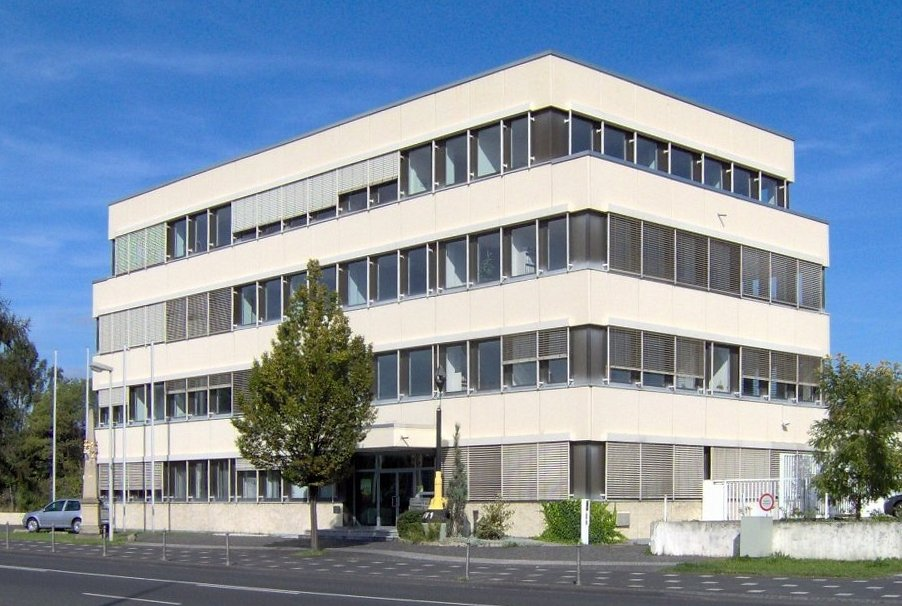
Gebäude in Bonn (2006)

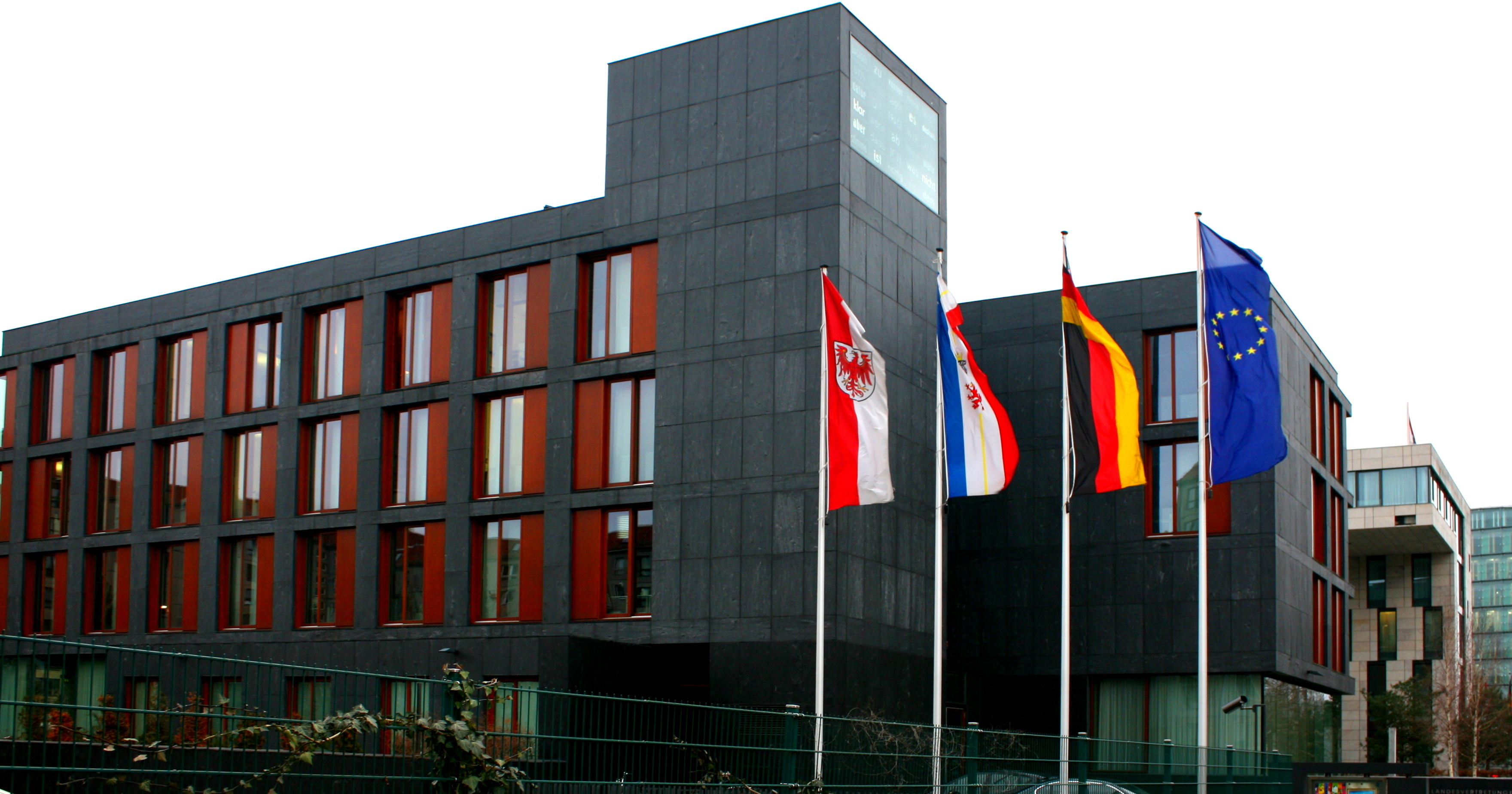
Das Gebäude der Vertretung der Länder Brandenburg und Mecklenburg-Vorpommern beim Bund in Berlin (2009)

### In Bonn
Die erste Landesvertretung wurde 1990 in Bonn eröffnet. Mecklenburg-Vorpommern nutzte gemeinsam mit Sachsen das Gebäude der ehemaligen Ständigen Vertretung der DDR, ein dreistöckiges Haus in der Godesberger Allee 18. Das Gebäude wurde dafür in den Jahren 1991 bis 1994 umgebaut. Heute wird das Gebäude von der Deutschen Gesellschaft für Ernährung e. V. (DGE) genutzt.

### In Berlin
Die Vertretung Mecklenburg-Vorpommerns zog nach den Beschlüssen von Bundestag und Bundesrat durch das Berlin/Bonn-Gesetz nach Berlin um. Das zunächst bezogene Gebäude in der Mohrenstraße Nr. 66 diente zuvor als Haus der Kurmärkischen Ritterschaftsbank am Zietenplatz und später als Gästehaus des Ministerrates der DDR, es stand seit der Wiedervereinigung im Eigentum des Bundes. Die Landesvertretung hatte hier ihren Sitz bis zur Fertigstellung des Neubaus in den Ministergärten. Heute ist das Gebäude in der Mohrenstraße 66 Bestandteil des Bundesministeriums für Arbeit und Soziales.
Seit 2001 teilt sich das Land Mecklenburg-Vorpommern das neu errichtete Gebäude seiner Landesvertretung mit der Vertretung des Landes Brandenburg beim Bund in den historisch bedeutsamen Ministergärten. Der Bau wurde nach einem 1997 europaweit ausgeschriebenen Wettbewerb errichtet. Mit der Bauplanung und Bauausführung waren das Hamburger Architekturbüro von Gerkan, Marg und Partner und die Berliner Landschaftsplaner Krafft-Wehberg-Wes & Partner beauftragt. Im Februar 2000 wurde der Grundstein gelegt; die Einweihung der Landesvertretung fand am 18. Oktober 2001 im Beisein der Ministerpräsidenten Harald Ringstorff und Manfred Stolpe sowie der Finanzministerinnen Sigrid Keler und Dagmar Ziegler mit zahlreichen Gästen aus Politik und Wirtschaft statt. Die Kosten für das Gebäude betrugen 18,41 Millionen Euro.
Die Verbindung zwischen den beiden Vertretungen bildet eine gemeinsame, mehrgeschossige Halle. Um diese legen sich zwei, nicht deckungsgleiche Gebäudewinkel: Einer der Flügel ist um ein Geschoss niedriger als der andere. Im Erdgeschoss befinden sich Veranstaltungsräume, im ersten Obergeschoss Räume für die Inneren Dienste, im zweiten die Räumlichkeiten der Referate und im dritten Obergeschoss die Leitungsbereiche der beiden Landesvertretungen. Die Außenflächen des Gesamtbaues sind mit Schieferplatten und nordischem Holz, die Innenfassaden mit Holz verziert.
Die Gartenanlage weist Terrassen, Wasserflächen und märkische Kiefern auf. Der so genannte Philosophengang bietet Gelegenheit zu kleineren Spaziergängen.

## Bevollmächtigte des Landes Mecklenburg-Vorpommern beim Bund
| Name                 | Amtsbeginn | Amtsende |
| -------------------- | ---------- | -------- |
| Karl Egbert Mroch    | 1991       | 1993     |
| Wilhelm Staudacher   | 1993       | 1994     |
| Gabriele Wurzel      | 1994       | 1998     |
| Tilo Braune          | 1998       | 2002     |
| Thomas Freund        | 2002       | 2011     |
| Angelika Peters      | 2011       | 2013     |
| Pirko Kristin Zinnow | 2013       | 2017     |
| Bettina Martin       | 2017       | 2019     |
| Antje Draheim        | 2019       | 2021     |
| Jutta Bieringer      | 2021       |          |